# Camptotypus caffer
Camptotypus caffer là một loài tò vò trong họ Ichneumonidae.